# Cannon
Cannon is een Amerikaanse actieserie die van 1971 tot 1976 op de Amerikaanse televisie werd uitgezonden. William Conrad speelde hierin gedurende 120 afleveringen verdeeld over vijf seizoenen de zwaarlijvige ex-politieagent/privédetective Frank Cannon. De serie werd in 1973 genomineerd voor een Emmy Award en een jaar later voor een Golden Globe. Acteur Conrad werd voor zijn rol voor ieder van de beeldjes tweemaal genomineerd.

## Rolverdeling
| Acteur           | Personage          |
| ---------------- | ------------------ |
| William Conrad   | Frank Cannon       |
| Patrick Culliton | Guest              |
| Tom Pittman      | Deputy Bill Morgan |
| Charles Bateman  | Lt. Tarcher        |
| Simon Scott      | General Stevenson  |
| Arthur Adams     | Leon Tatum         |
| Richard O'Brien  | Carl Carling       |
| Tim O'Connor     | Edgar Lassiter     |
| Barney Phillips  | Inspector Daniels  |

## Parodieën
- De serie werd onder meer geparodieerd door de komiek Benny Hill.
- Frank Cannon figureert op pagina 4 van het Paling en Ko-stripalbum Vreemde Indringers.